# Мело де Португаль-и-Вильена, Педро
Педро Хосе Антонио Мело де Португаль-и-Вильена (исп. Pedro José Antonio Melo de Portugal y Vilhena; 29 апреля 1733, Бадахос, Испания — 15 апреля 1797, Монтевидео) — испанский колониальный чиновник, государственный деятель Испанской империи, вице-король Вице-королевства Рио-де-ла-Плата (16 марта 1795 — 15 апреля 1797). Военачальник, генерал-лейтенант королевских войск. Конюший королевы Испании. Гранд Испании.

## Биография
Представитель младшей ветви королевского рода Браганса. Сын Хосе Франсиско Мело, маркиза де Веллиска. Правнук политика и военачальника маркиза Франсиско де Мело (который, в свою очередь, был внуком Жайме, 4-го герцога Браганса).
В молодости вступил на военную службу в испанскую армию. Воевал с маврами. Занимал разные военные должности в Испании до переезда в 1770 году в Южную Америку.
После создания вице-королевства Рио-де-ла-Плата был назначен губернатором-мэром Парагвая (1778—1787). В 1794 году один из создателей и член Королевской аудиенсии Буэнос-Айреса, высшей судебной инстанции Буэнос-Айреса.
С 16 марта 1795 — 15 апреля 1797 года занимал пост вице-короля Вице-королевства Рио-де-ла-Плата.
За время полномочий, в основном, придерживался основной политики предыдущих вице-королей: стимулировал экономику, развивал сельское хозяйство и животноводство, мостил улицы. Укреплял оборону Монтевидео. В 1795 году по его приказу был основан город Мело (ныне Уругвай).
Умер во время правления в результате падения с лошади. Умер в Монтевидео 15 апреля 1797 года, похоронен в Буэнос-Айресе.